# I.C. Jacobsen (atlet)
 Der er flere personer med dette navn, se J.C. Jacobsen.
I.C. Jacobsen var en dansk atlet medlem af Københavns FF (senere Københavns IF) som 1899 satte dansk rekord i højdespring med 1,62 meter.
| Atletikudøver | Spire Denne biografi om en dansk atletikudøver er en spire som bør udbygges. Du er velkommen til at hjælpe Wikipedia ved at udvide den. |

|  | Artiklen om I.C. Jacobsen (atlet) kan blive bedre, hvis der indsættes et (bedre) billede Du kan hjælpe ved at afsøge Wikimedia Commons for et passende billede eller uploade et godt billede til Wikimedia Commons iht. de tilladte licenser og indsætte det i artiklen. |